# Muros (Itália)
Muros é uma comuna italiana da região da Sardenha, província de Sassari, com cerca de 754 habitantes. Estende-se por uma área de 11 km², tendo uma densidade populacional de 69 hab/km². Faz fronteira com Cargeghe, Osilo, Ossi, Sassari.

## Demografia
| Variação demográfica do município entre 1861 e 2011                               |
|                                                                                   |
| Fonte: Istituto Nazionale di Statistica (ISTAT) - Elaboração gráfica da Wikipedia |